# В'ялення риби

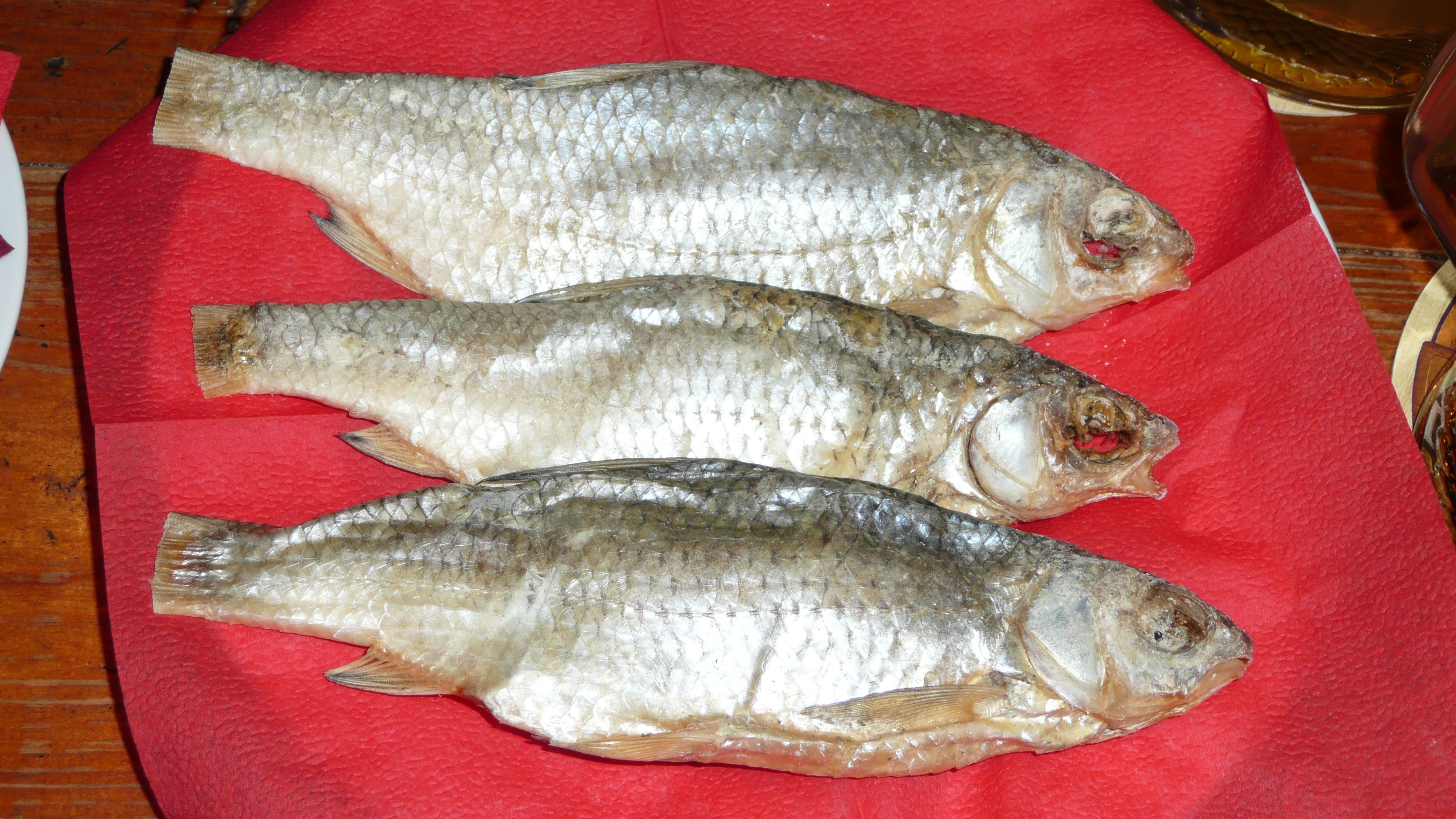
В'ялена вобла

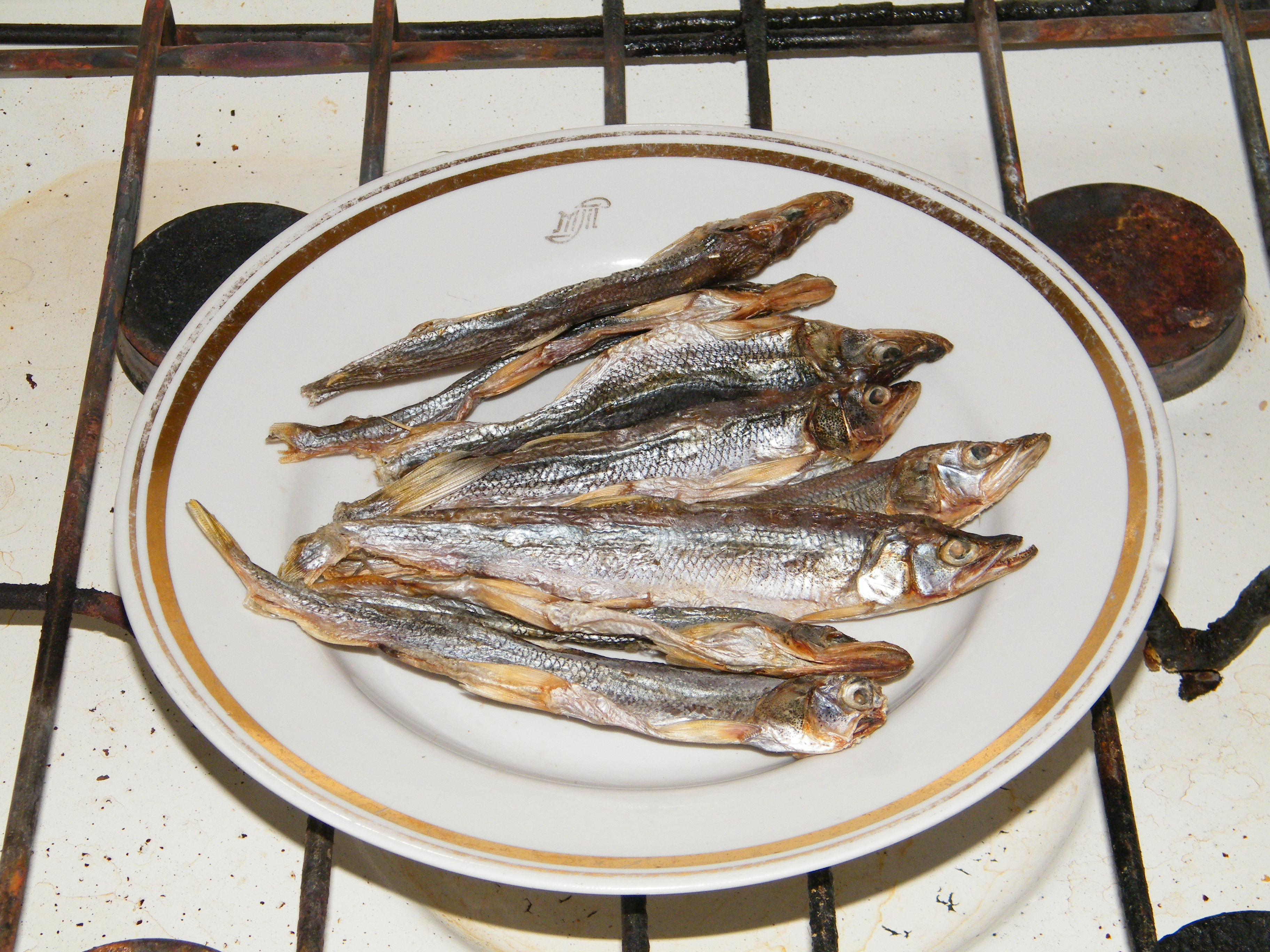
В'ялена корюшка

В'ялення риби — спосіб консервування риби шляхом повільного зневоднення за рахунок випаровування вологи при температурі не вище 35 °C. В'ялена риба — рибний продукт високої калорійності з особливим пікантним смаком. У кулінарії в'ялену рибу використовують як закуску без додаткової обробки.
Через втрату рибою вологи зменшується обсяг м'язових клітин і розшаровуються волокна; порожнечі, що , виникли, заповнюються підшкірним жиром та жироподібними речовинами нутрощів, а також продуктами розпаду білка та окислення жиру. Рівномірно розподіляючись у тканинах, жиро-білкові утворення надають їм бурштинового кольору, жирності та напівпрозорості. Дозріла риба втрачає смак вогкості й набуває своєрідний смак та аромат гастрономічного продукту. Унаслідок цих складних біохімічних процесів риба під час в'ялення дозріває.
Найпопулярнішими в'яленими продуктами є вобла, лящ та тараня. Крім того, на виготовлення в'яленої продукції також направляють рибця, шемаю, жереха, марену, барабулю, тюльку, пагель, зубана, мойву, скумбрію, хека, кликача. В'ялення риби традиційно здійснюють у природних умовах на повітрі під впливом сонячного світла. Кращі природні умови для в'ялення риби надає весна, коли температура повітря ще невисока, повітря чисте і багате озоном. Незважаючи на великий попит на в'ялену продукцію, випуск в'ялено-сушеної риби в СРСР не перевищував 1 % від загального випуску харчової рибної продукції через кліматичні обмеження. Для в'ялення риби в штучних умовах застосовуються спеціальні тунельні установки з безперервною циркуляцією повітря.

## Таранька
Тара́нька — назва будь-якої сушеної або в'яленої риби, характерне для жителів заходу України. Слово походить від «тараня», назви риби з сімейства коропових. Тараня надходила в торгівлю, як правило, у в'яленому вигляді, була дешевою і через це дуже популярною серед населення. Зважаючи на це, сталася генералізація поняття і «таранькою» люди стали називати не тільки в'ялену тараню, але і будь-яку в'ялену рибу. У наш час «таранькою» називають будь-яку сушену або в'ялену рибу, призначену для вживання з пивом.